# Cod ATC B03
Codul ATC B03 Antianemice este o parte a sistemului de clasificare anatomică, terapeutică și chimică a medicamentelor, un sistem dezvoltat de către Organizația Mondială a Sănătății (OMS) pentru clasificarea medicamentelor și a altor produse medicinale. Subgrupul B03 este o parte a grupului B Sânge și organe hematopoetice.
Codurile pentru preparatele de uz veterinar sunt create prin alipirea literei Q în fața codului ATC corespunzător produsului pentru uz uman; de exemplu, QB03. Codurile ATCvet care nu au un cod ATC corespunzător produsului de uz uman sunt citate începând cu Q în lista următoare.

## B 03 A Preparate cu fier

### B 03 AA Fier bivalent, preparate orale
B 03 AA 01 Sulfat feros glicină
B 03 AA 02 Fumarat feros
B 03 AA 03 Gluconat feros
B 03 AA 04 Carbonat feros
B 03 AA 05 Clorură feroasă
B 03 AA 06 Succinat feros
B 03 AA 07 Sulfat feros
B 03 AA 08 Tartrat feros
B 03 AA 09 Aspartat feros
B 03 AA 10 Ascorbat feros
B 03 AA 11 Iodură feroasă

### B 03 AB Fier trivalent, preparate orale
B 03 AB 01 Citrat feric de sodiu
B 03 AB 02 Hidroxid de fier zaharat
B 03 AB 03 Feredat de sodiu
B 03 AB 04 Hidroxid feric
B 03 AB 05 Dextriferon
B 03 AB 06 Citrat feric
B 03 AB 07 Complex de fier-condroitin sulfat
B 03 AB 08 Acetil transferină ferică
B 03 AB 09 Proteinsuccinilat feric

### B 03 AC Fier trivalent, preparate parenterale
B 03 AC 01 Dextriferon
B 03 AC 02 Hidroxid de fier zaharat
B 03 AC 03 Complex de fier-sorbitol-acid citric
B 03 AC 05 Complex de sorbitol feric-acid gluconic
B 03 AC 06 Complex de hidroxid de fier-dextran
B 03 AC 07 Complex de gluconat feric-sodiu

### B 03 AD Fier în combinație cu acid folic
B 03 AD 01 Complex de aminoacid feros
B 03 AD 02 Fumarat feros
B 03 AD 03 Sulfat feros
B 03 AD 04 Dextriferon

### B 03 AE Fier în alte combinații
B 03 AE 01 Fier, vitamina B12 și acid folic
B 03 AE 02 Fier, multivitamine și acid folic
B 03 AE 03 Fier și multivitamine
B 03 AE 04 Fier, multivitamine și minerale
B 03 AE 10 Combinații variate

## B 03 BVitamina B12și acid folic

### B 03 BA Vitamina B12 și analogi
B 03 BA 01 Cianocobalamină
B 03 BA 02 Complex tanin ciancobalamină
B 03 BA 03 Hidroxocobalamină
B 03 BA 04 Cobamamidă
B 03 BA 05 Mecobalamină
B 03 BA 51 Cianocobalamină, combinații
B 03 BA 53 Hidroxocobalamină, combinații

### B 03 BB Acid folic și derivați
B 03 BB 01 Acid folic
B 03 BB 51 Acid folic, combinații

## B 03 X Alte preparate antianemice

### B 03 XA Alte preparate antianemice
B 03 XA 01 Eritropoetină
B 03 XA 02 Darbepoetină alfa
B 03 XA 03 Metoxi polietilenglicol-epoetină beta
B 03 XA 04 Peginesatidă
B 03 XA 05 Roxadustat
B 03 XA 06 Luspatercept
B 03 XA 07 Daprodustat
B 03 XA 08 Vadadustat